# Pretty Hurts
«Pretty Hurts» —en español: "la belleza duele"— es una canción interpretada por la cantante y compositora estadounidense Beyoncé e incluida en su álbum de estudio Beyoncé, publicado en 2013.

## Antecedentes y lanzamiento
La cantante australiana Sia compuso «Pretty Hurts» en 2011 para ser interpretada inicialmente por Katy Perry. Más adelante, se la envió al representante de Rihanna, quien la tuvo en espera pero sin pagar una reserva por ella. Finalmente, Sia se la envió a Beyoncé Knowles, que declaró que supo que quería grabar «Pretty Hurts» nada más oírla:  «A los segundos de escuchar la canción pensé: "Tengo que cantarla, no importa cuán duro tenga que pelear por esta canción, ¡esta canción es mía!». En otra entrevista, en respuesta a un lamento de un fan sobre cómo «Elastic Heart» habría sido un excelente sencillo para Beyoncé, Sia respondió que le había dado «su otra mejor canción».
Beyoncé y Ammo produjeron la versión final de «Pretty Hurts», que escribieron junto a Sia. Rob Suchecki, con la ayuda de Derek Dixie, diseñó y grabó la instrumentación de la canción con un sintetizador. Stuart White se encargó de grabar la voz de la intérprete y de mezclar los audios. Las sesiones de grabación tuvieron lugar en tres estudios diferentes: Kings Landing, en Bridgehampton,  Jungle City Studios y Oven Studios, ambos en Nueva York.
En una entrevista para iTunes Radio, Beyoncé elogió la técnica de composición de Sia y expresó su deseo de retratar la industria del concurso de belleza como «el lugar más humillante y crítico en el que puedes estar como mujer». Añadió: «Siento que a veces el mundo es un gran concurso en el que todos somos juzgados continuamente. Quería capturar cuán humillante e insegura te hacen sentir». Al hablar sobre el tema, la artista dijo que «representa la búsqueda de aquello que te haga realmente feliz» y que iba consonancia con la temática del álbum sobre «encontrar la belleza en las imperfecciones». La estación de radio del Reino Unido BBC Radio 1 añadió «Pretty Hurts» en su lista el 2 de junio de 2014. Se lanzó en las radios de los Estados Unidos cinco días después como el cuarto sencillo de Beyoncé. El 23 de junio, Columbia Records lanzó la canción como sencillo en las radios británicas.

## Recepción

### Comentarios de la crítica
«Pretty Hurts» recibió comentarios positivos en su mayoría por parte de los críticos musicales, que comentaron su ubicación como canción de apertura del álbum. Mesfin Fekadu, de Associated Press, la llamó una «forma suprema» para abrir el álbum Beyoncé. Randal Roberts, de Los Angeles Times, elogió la canción por estar en primera posición en el álbum y la describió como «un primer vistazo sorprendente». Claire Lobenfeld, de Complex, describió «Pretty Hurts» como un preámbulo para un álbum que proclama positivismo corporal y la aceptación propia, y escribió que «es aún más profunda» que las canciones anteriores de Beyoncé sobre empoderamiento femenino.
Sin embargo, Ryan Dennehy del sitio web AbsolutePunk opinó que el primer lugar no era el adecuado para la canción, ya que la criticó por ser «una apuestademasiado segura en este punto de su carrera [de Beyoncé]». Del mismo modo, Emily Mackay, de NME, escribió que elegirla como apertura para la obra fue «desfavorable». Continuó diciendo que la encontraba similar a «Beautiful» (2002) de Christina Aguilera y «Pour It Up» (2013) de Rihanna por la manera en que una «hermosa celebridad se convence de que puede identificarse con los problemas de imagen corporal de la sociedad». Llegó a la conclusión de que Beyoncé no logró comprender que «la imagen es la de un banquero de ciudad dando lecciones sobre la necesidad espiritual en lugar de bienes materiales». Philip Cosores, de Paste comentó: «"Pretty Hurts" abre el álbum con una retórica didáctica sin la gracia de la sutileza, con su repetida conclusión de que "el alma necesita cirugía". Es una recompensa poética que los oyentes no merecen».
Robert Leedman, de Drowned in Sound, encomió el desempeño vocal de la cantante al comentar que «Pretty Hurts» fue «cantada de manera impecable». Andrew Hampp y Erika Ramirez de la revista Billboard, felicitaron la voz de Beyoncé al decir que, a diferencia de otras cantantes que cantan canciones escritas por Sia, «simplemente no vuelve a cantar una... maqueta —» sino que se adueña del «himno de autoempoderamiento». Conrad Tao, de la página Sputnikmusic, escribió que «Pretty Hurts» muestra que la intérprete tiene una «habilidad para coger letras potencialmente trilladas y convertirlas en algo afirmativo y/o hermoso». Tao alabó la producción de la pista por «crear matices en medio de la rimbombancia» Tris McCall, de The Star-Ledger, ponderó la vulnerable entrega de Beyoncé durante la canción al decir que sonaba como si estuviera «al borde de las lágrimas». Glenn Gamboa de Newsday, la describió como «dinámica musicalmente y líricamente audaz».

### Rendimiento comercial
Tras el lanzamiento del disco Beyoncé y de su vídeo musical en abril de 2013, la canción apareció en varias listas de éxitos internacionales antes de que la lanzaran como sencillo. En el Reino Unido debutó en el número 123 del UK Singles Chart y en el doce del UK R&B Chart el 28 de diciembre de 2013. Alcanzó su punto máximo en el puesto sesenta y tres el 17 de mayo de 2014. También se posicionó en el número ocho del UK R&B Chart en el listado del 5 de julio de 2014. El 26 de diciembre de 2013, «Pretty Hurts» debutó en el puesto ochenta y dos del Irish Singles Chart , pero a la semana siguiente cayó fuera del conteo. En la lista publicada el 8 de mayo de 2014, la canción volvió a entrar alcanzando cincuenta y seis. En el ARIA Singles Chart, debutó en el puesto sesenta y ocho durante la semana del 31 de mayo de 2014 y se convirtió así en la entrada vigesimonovena de la cantante esa lista. La siguiente semana ascendió hasta el puesto cuarenta y siete antes de salir del conteo.
En Estados Unidos, «Pretty Hurts» alcanzó el número trece en el Bubbling Under Hot 100 Singles en enero de 2014, lo que equivale al 113 en la lista principal Billboard Hot 100. Debutó en el puesto treinta y ocho del conteo Rhythmic Songs y más tarde ascendió cinco puestos. El fin de la semana del 12 de julio, la canción se encontraba en el puesto décimo sexto del Hot Dance Club Songs. La semana siguiente, «Pretty Hurts» marcó su quinta semana consecutiva en la lista y consiguió su mejor posición llegando el noveno lugar. Se convirtió en el vigésimo primer número uno de Beyoncé tras alcanzar el puesto número uno en la edición del 30 de agosto de 2014 de la lista.

## Posicionamiento en listas
| Lista (2013–2014)                           | Mejor posición |
| ------------------------------------------- | -------------- |
| Alemania (Offizielle Deutsche Charts)       | 83             |
| Australia (ARIA)                            | 47             |
| Bélgica (Flandes) (Ultratip Bubbling Under) | 8              |
| Canadá (Canadian Hot 100)                   | 78             |
| Estados Unidos (Hot Dance Club Songs)       | 1              |
| Estados Unidos (Hot R&B/Hip-Hop Songs)      | 36             |
| Estados Unidos (Rhythmic)                   | 33             |
| Francia (SNEP)                              | 133            |
| Irlanda (IRMA)                              | 56             |
| Países Bajos (Mega Single Top 100)          | 87             |
| Reino Unido (UK Singles Chart)              | 63             |
| Reino Unido (UK R&B Chart)                  | 8              |
| Suiza (Schweizer Hitparade)                 | 68             |

## Historial de lanzamientos
| País           | Fecha               | Formato        | Discográfica |
| -------------- | ------------------- | -------------- | ------------ |
| Estados Unidos | 10 de junio de 2014 | Emisión radial | Columbia     |
| Reino Unido    | 23 de junio de 2014 | Emisión radial | Columbia     |